# Locana
Locana (arpità Lukënna) és un municipi italià, situat a la ciutat metropolitana de Torí, a la regió del Piemont. L'any 2007 tenia 1.806 habitants. Està situat a la Vall d'Orco, una de les Valls arpitanes del Piemont. Limita amb els municipis de Cantoira, Chialamberto, Coassolo Torinese, Cogne (Vall d'Aosta), Corio, Monastero di Lanzo, Noasca, Ribordone i Ronco Canavese.

## Administració
| Període | Identitat              | Partit        |
| ------- | ---------------------- | ------------- |
| 2006-   | Giovanni Bruno Mattiet | Llista cívica |